# 格里利森特 (內布拉斯加州)
格里利森特（英語：Greeley）是一個位於美國內布拉斯加州格里利縣的村。根據2010年美國人口普查，該地共人口466人，而該地的面積約為1.63平方千米。同時該地也是格里利縣的縣治。

## 地理
格里利森特的座標為41°32′53″N 98°31′51″W / 41.54806°N 98.53083°W，而該地的平均海拔高度為466米（即1529英尺）。